# ロッサーノ
ロッサーノ（伊: Rossano）は、イタリア共和国カラブリア州コゼンツァ県コリリアーノ=ロッサーノに属する分離集落（フラツィオーネ）。
かつては独立したコムーネであったが、2018年3月31日にコリリアーノ・カーラブロ と合併して新自治体の一部となった。

## 地理

### 位置・広がり

#### 隣接コムーネ
コムーネとしてのロッサーノは、以下のコムーネと隣接していた。
- カロペッツァーティ
- コリリアーノ・カーラブロ
- クロパラーティ
- クロジーア
- ロンゴブッコ
- パルーディ

## 周辺
- サンタ・マリア・デル・パティーレ修道院聖堂（イタリア語版） - 建造は12世紀[4]。